# Rosales (Pangasinán)
Rosales (Bayan ng  Rosales - Ili ti Rosales) es un municipio filipino de primera categoría, situado en la isla de Luzón. Forma parte de la provincia de Pangasinán situada en la Región Administrativa de Ilocos, también denominada Región I.

## Geografía
Municipio fronterizo con las provincias de Tarlac y de Nueva Écija. Linda al norte con los municipios de Villasis y de Santa María; al sur con el de Cuyapo; al este con el de Balungao; y al oeste con los de Santo Tomás y San Manuel.

### Barangays
El municipio  de Rosales se divide, a los efectos administrativos, en 37 barangayes o barrios, conforme a la siguiente relación:
| - Acop - Bakitbakit - Balingcanaway - Cabalaoangán del Norte - Cabalaoangán del Sur - Camangaán - Capitán Tomás - Carmay del Oeste - Carmen del Este - Carmen del Oeste - Casanicolasán | - Coliling - Calanután (Don Felix Coloma) - Guiling - Palakipak - Pangaoán - Rabago - Rizal - Salvación - San Antonio - San Bartolomé - San Isidro - San Luis | - San Pedro del este - San Pedro del Oeste - San Vicente - San Ángel - Estación - Tumana del Este - Tumana del Oeste - Zona I (Población) | - Zona IV (Población) - Carmay del Este - Don Antonio, pueblo - Zona II (Población) - Zona III (Población) - Zona V (Población) |  |

## Historia
Aunque el nombre Rosales proviene de la palabra rosal, nombre de una flor abundante en la zona, el nombre de esta ranchera,  fundada por  Nicolas Báñez y  declarada municipio en 1852, fue así nombrada en honor a Antonio Rosales.

## Patrimonio

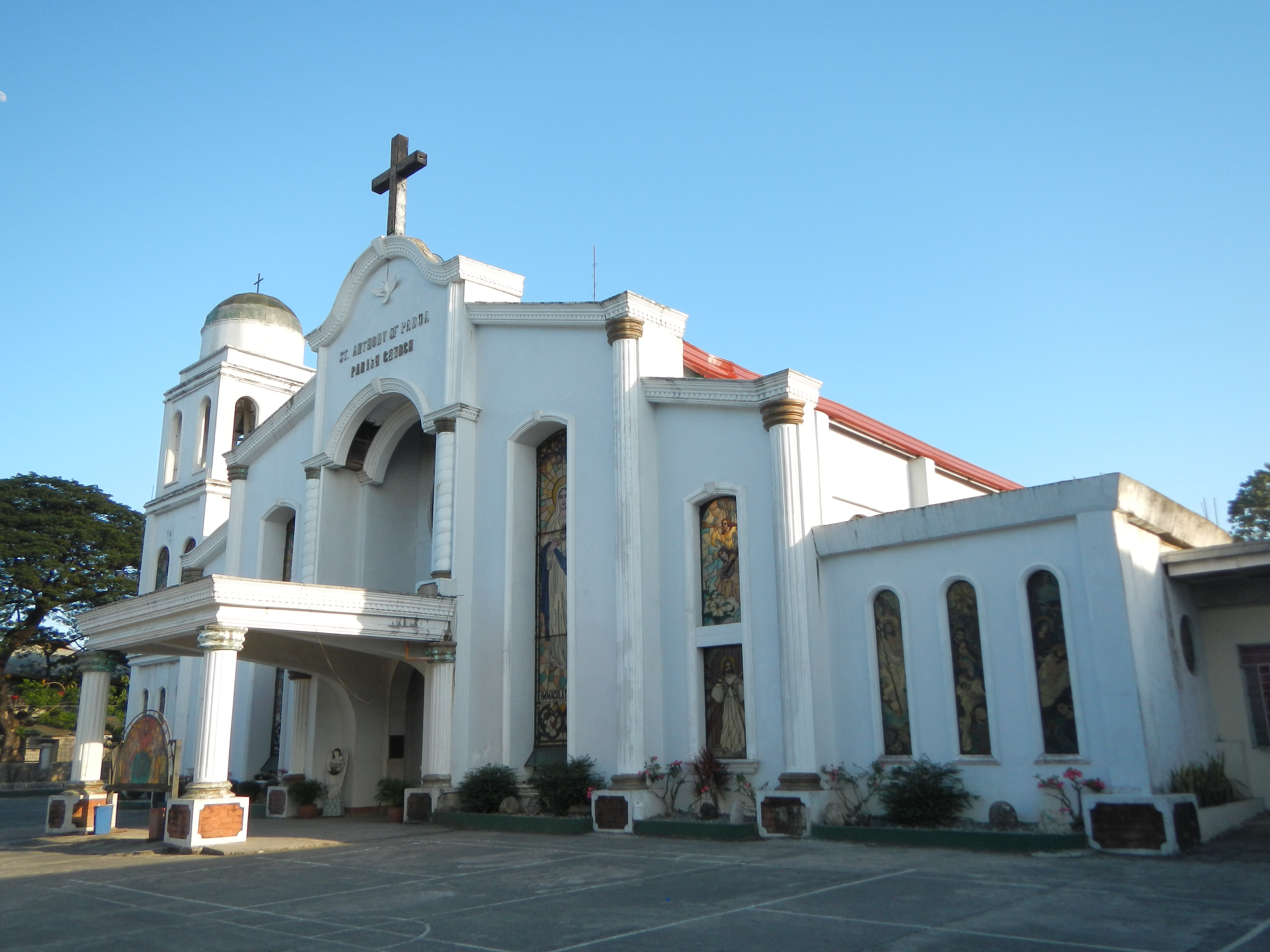
Iglesia de San Antonio de Padua.

Iglesia parroquial católica bajo la advocación de San Antonio de Padua, que hoy se encuentra bajo la jurisdicción de la diócesis de Urdaneta en la Arquidiócesis  de Lingayén-Dagupán.
Fue restaurada el 15 de febrero de 1915.

## Personajes ilustres
Francisco Sionil José (1924), uno de los más leídos escritores filipinos en el idioma inglés.